# Stazione di Toyotsu (Osaka)
La stazione di Toyotsu (豊津駅?, Toyotsu-eki) è una stazione ferroviaria delle Ferrovie Hankyū situata a Suita, città della prefettura di Ōsaka in Giappone. Serve la linea Hankyū Senri.

## Linee
Ferrovie Hankyū
■ Linea Hankyū Senri

## Struttura
La stazione è realizzata in superficie e dispone di due marciapiedi laterali con due binari passanti.
| Ovest | ■ Linea Hankyū Senri | per Toyotsu, Kandai-mae e Kita-Senri                                                    |
| Est   | ■ Linea Hankyū Senri | per Awaji, Tenjinbashisuji Rokuchōme e, via linea Sakaisuji, Dōbutsuen-mae e Tengachaya |

## Stazioni adiacenti
| «                  | Servizio           | »                  |
| Linea Hankyū Senri | Linea Hankyū Senri | Linea Hankyū Senri |
| ------------------ | ------------------ | ------------------ |
| Suita              | Locale             | Kandai-mae         |